# Smerdovo
Smerdovo (en rus: Смердово) és un poble de l'óblast d'Ivànovo, a Rússia, que en el cens del 2010 tenia 12 habitants.